# Valor de cambio
Un valor de cambio es cómo en el mercado, se considera una mercancía, a un bien económico que, además de poseer valor de uso posee valor de cambio porque su ideal es ser intercambiado por valores de uso diferentes. Por extensión, también se usa valor de cambio como sinónimo de precio de mercancía. También se le llama así cuando no conduce a confusión, simplemente a un valor.

“Valor” se usa a menudo como sinónimo de valor de cambio, aunque estrictamente hablando, “valor” indica el concepto que incorpora tanto cantidad" (valor de uso) "como calidad" (valor de cambio).

El filósofo Aristóteles fue uno de los primeros en distinguir entre el valor de uso y el valor de cambio.

"[C]ada objeto de propiedad tiene un doble uso. Ambos usos son del mismo objeto, pero no de la misma manera; uno es el propio del objeto, y el otro no. Por ejemplo, el uso de un zapato: como calzado y como objeto de cambio. Y ambos son utilizaciones del zapato. De hecho, el que cambia un zapato al que lo necesita por dinero o por alimento utiliza el zapato en cuanto zapato, pero no según su propio uso, pues no se ha hecho para el cambio."
Política, I, 1257a, 2-4

El valor de cambio es central en la teoría del valor-trabajo, actualmente sostenida casi exclusivamente por el marxismo y algunas tendencias socialistas, y antaño por las corrientes de la economía política inglesa y los socialistas neoricardianos. En cambio, la teoría del valor subjetivo, sostenida actualmente por la casi totalidad de las escuelas y tendencias liberales, no considera relevante el concepto y lo ha dejado mayormente de lado, fundamentalmente debido a que no existe en dicha teoría una diferencia importante entre valor de uso (utilidad) y valor de cambio (costo).

## Teoría del valor-trabajo
Es preciso reducir los valores de cambio de las mercancías a algo que les sea común. Debido a que el intercambio asume la forma de una ecuación (por ejemplo, X zapatos = Y cigarrillos), el valor de cambio es una cantidad, y no una cualidad, como sí es el valor de uso (el uso de un zapato no guarda ninguna relación, menos aún una relación medible, respecto al uso de un cigarrillo).
Este "algo común" que a su vez debe ser un "algo mensurable" (medible) no puede ser una propiedad natural de las mercancías; ésta solamente se tiene en cuenta en el valor de uso. Lo único que tienen en común es ser útiles y haber sido creadas por trabajo humano. Mientras la utilidad es imposible de medir, sí lo es el gasto de fuerza de trabajo que ha sido empleada. Para poder reducir el objeto a una misma expresión o proporción, se tiene en cuenta solamente la cantidad de trabajo humano que contiene dicho objeto, sin tener en cuenta los componentes físicos o químicos del mismo. Este trabajo es expresado en el tiempo que lleva producir un determinado bien.

## Según el Marxismo
Karl Marx entonces señala que solamente se considera el tiempo de trabajo socialmente necesario, que es el tiempo requerido de producción en las condiciones medias vigentes en una sociedad y con el grado medio de destreza del trabajador. Recién teniendo en cuenta todos estos requisitos podemos determinar la magnitud de valor.
Dentro de la magnitud de valor de una mercancía tal como es producida en general en el modo de producción capitalista, es decir, dentro del marco de la acumulación, pueden ser diferenciados tres montos de horas de trabajo:
- El tiempo de trabajo socialmente necesario para producir el trabajo muerto, es decir, los medios de producción y la materia prima consumidos en la producción (en realidad, estrictamente los medios de producción no se "consumen" en el proceso de producción, pero se considera así su desgaste a largo plazo). En el capitalismo el trabajo muerto asume la forma de capital constante.
- El tiempo de trabajo socialmente necesario para reponer el gasto psíquico y/o físico de fuerza de trabajo empleada, lo que en el capitalismo asume la forma de capital variable. La reposición del gasto de fuerza de trabajo consiste básicamente en una especie de "canasta" de bienes necesarios para reponer la energía gastada, pero considerada en sentido amplio: desde vestimenta, alimentos, vivienda, y otros elementos básicos de subsistencia, hasta elementos más complejos, sociales e históricos, como pueden ser: calificación, educación, bienestar, etc. Las luchas sindicales y demás, así como pueden aumentar el salario (precio de la fuerza de trabajo), es decir, aumentar el salario por encima del valor de la fuerza de trabajo, también a la larga pueden incrementar el valor mismo de la fuerza de trabajo, añadiéndole, por ejemplo, bienes de comfort, los cuales terminan siendo reconocidos en el conjunto de la sociedad como parte de las necesidades de la clase trabajadora.
- El plusvalor o plustrabajo, que proviene del hecho de que el trabajo humano es el único "bien económico" que puede producir más valor que su propia magnitud de valor. En otras palabras, la fuerza de trabajo puede producir más valor que el necesario para reponer su gasto (o sea, la "canasta" mencionada). Ese valor de más, el plusvalor, en la producción capitalista asume la forma de explotación. Esto implica que la explotación puede realizarse sin necesidad alguna de pagar salarios por debajo del valor de la fuerza de trabajo. De hecho, un trabajador puede vivir con lujos excesivos, e incluso ser pagado con salarios por sobre el valor de su fuerza de trabajo, y sin embargo todavía puede haber un margen de explotación, es decir, de horas de trabajo que no le son retribuidas. Si no hubiera dicho margen, no habría ganancias para el capitalista y la inversión de capitales no estaría justificada. Nótese que el concepto de plusvalía es expuesto por primera vez por Karl Marx, y no está presente en las teorías del valor de la economía política clásica.

## Según Klemperer

### Tipos de cambio
Existen diversos tipos de costos de cambio; para ordenarlos, se utilizara la taxonomía presentada por Klemperer (1995). A pesar de que como en cualquier clasificación, esta puede resultar no exhaustiva, provee una adecuada forma de ordenar el origen de los distintos tipos de costos de cambio. De acuerdo con esta clasificación, los costos de cambio se pueden clasificar de la siguiente manera.

## Tipos de costes de cambio
- Penalidades: algunos contratos imponen penalidades por terminar el servicio.[6]
- Costes de búsqueda: tiempo que el consumidor debe dedicar para encontrar un buen sustituto.
- Costes de aprendizaje: el tiempo que se debe invertir para aprender cómo usar el nuevo producto o servicio.
- Costes de equipamiento: el costo de adquirir nuevos equipos que son necesarios para utilizar el nuevo producto o servicio.
- Costes de instalación: el costo de que se nos instale el nuevo producto, tecnología o servicio.

## Ejemplo
Antes de que existiera la portabilidad numérica, que permite que los usuarios de teléfonos móviles mantengan su número cuando se cambian de proveedor, los consumidores enfrentaban altos costes de cambio.
Así por ejemplo, además de los costes de búsqueda y de aprender a utilizar un nuevo equipo, los consumidores enfrentaban el coste de tener que informar a todos sus amigos, colegas y familiares del nuevo número asignado. Además, ante la posibilidad de perder llamadas importantes (por ejemplo de ofertas de trabajo u organismos oficiales), muchos consumidores preferían no cambiarse de proveedor.